# Christoph Hegge
Christoph Hegge (Rheine, 15 de agosto de 1962) é bispo auxiliar em Münster.

## Vida
Christoph Hegge se formou no Ginásio Arnold Janssen em Neuenkirchen e depois estudou Teologia e Filosofia Católica. Em 10 de outubro de 1988, foi ordenado sacerdote na Igreja de Santo Inácio de Loyola, em Campo Marzio, em Roma.
Em 1989, tornou-se capelão em St. Ulrich, Alpen, na região do Baixo Reno. Em 1991, recebeu seu doutorado em direito canônico na Pontifícia Universidade Gregoriana em Roma, com uma tese sobre a contribuição teológica e jurídica dos movimentos eclesiásticos para a recepção do Concílio Vaticano II. Ele também possui uma licenciatura em Teologia. O bispo Reinhard Lettmann trouxe Hegge de volta a Münster em 1996, onde foi capelão e secretário particular do bispo e vigário da Catedral de São Paulo.
Como secretário episcopal, viajou com Lettmann à Europa Oriental, América Latina e Terra Santa. Esteve envolvido em todos os assuntos relevantes, como acompanhar e apoiar a Faculdade de Teologia Católica e o Instituto de Direito Canônico da Universidade de Münster; organizar a mudança da Residência Episcopal; e deu ênfase espiritual às cerimônias de beatificação da Irmã Maria Euthymia, Anna Catarina Emmerich e do Cardeal von Galen, bem como no jubileu da diocese.
Em 1997, ele também foi nomeado promotor iustitiae no conselho oficial episcopal de Münster. Em 1999, Hegge foi encarregado das áreas de ordens religiosas, institutos seculares e comunidades espirituais no vicariato geral em Münster. Nessa função, ele também presidiu a Conferência de Oficiais Religiosos até 2010. Foi vice-vigário geral e conselheiro espiritual da Diocese. De 2002 a 2010, foi representante diocesano da radiodifusão de serviço público.
No final de 2003, Hegge foi nomeado pelo Bispo Lettmann como cônego residente da Catedral de São Paulo.
Em 31 de maio de 2010, o Papa Bento XVI o nomeou bispo titular de Sicilibba e Bispo Auxiliar de Münster. A consagração episcopal lhe foi dada pelo bispo Felix Genn no dia 29 de agosto do mesmo ano na Catedral de Münster; os principais co-consagradores foram o bispo emérito de Münster, Reinhard Lettmann, e o bispo auxiliar Heinrich Janssen.
Como bispo auxiliar, Hegge é responsável pela região da diocese de Borken/Steinfurt. É professor de direito da igreja na Faculdade de Teologia Católica da Westfälische-Wilhelms-Universität Münster e na Pontifícia Universidade Gregoriana de Roma. Ele é membro do Movimento dos Focolares, tendo conhecido pessoalmente a fundadora, Chiara Lubich.
Em setembro de 2010, foi nomeado membro da Comissão de Ciência e Cultura e da Comissão de Jornalismo da Conferência Episcopal Alemã.
O bispo Hegge foi eleito novo presidente da Comissão de Ciência e Cultura em setembro de 2016, como parte da sessão plenária de outono da Conferência Episcopal Alemã. Assim, ele sucedeu ao bispo Heinrich Mussinghoff. Ele também pertence à comissão de jovens. Além disso, Hegge foi confirmado em sua posição como representante da Conferência Episcopal para a Cusanuswerk , a organização de financiamento de estudos episcopais, cargo que ocupa desde 2013.
Foi nomeado pelo papa como consultor do Pontifício Conselho para os Leigos em 6 de fevereiro de 2013. Em 21 de junho de 2021, o Papa Francisco o nomeou membro da Assinatura Apostólica.

## Brasão e lema
O lema episcopal Hegges é Credidimus caritati ("Nós acreditamos no amor").
Em seu brasão, o campo superior (uma barra vermelha sobre fundo dourado) faz referência ao brasão da Diocese de Münster, onde o Bispo Auxiliar Hegge passou a vida,. As três estrelas douradas referem-se ao brasão da cidade de Rheine, sua cidade natal, localizada na região de Borken-Steinfurt, pela qual ele é responsável. A estrela também é usada na bandeira da Tunísia, onde está localizada a diocese titular de Sicilibba.
O fundo vermelho do campo no canto inferior direito remete ao seu padroeiro, o mártir Cristóvão. A rosa com sua coroa de pétalas prateadas representa a Virgem Maria, a "rosa imaculada" (Ladainha de Lourenço), e a coroa vermelha de pétalas representa Santa Isabel, padroeira de sua paróquia.
O campo inferior esquerdo refere-se ao lema. O coração dourado representa o amor divino, que foi revelado por Deus ao enviar seu Filho como expiação pelos nossos pecados (a cruz). O fundo azul representa a humanidade, o amor de Deus e a fé (João 4 :7-16).

## Links da Web
- Literatura de e sobre Christoph Hegge (em alemão) no catálogo da Biblioteca Nacional da Alemanha
- Cheney, David M. «bishop» (em inglês). Catholic-Hierarchy.org
- Weihbischof Christoph Hegge: Ein Visionär und Anstifter